# Peter Phillip Bonetti
Peter Phillip Bonetti (anglès: Peter Bonetti)  (Putney, 27 de setembre de 1941 - Londres, 12 d'abril de 2020) fou un futbolista anglès dels anys 1960 i 1970, fill de pares suïssos del cantó de Ticino.
Passà la major part de la seva carrera al Chelsea FC, on jugà entre 1960 i 1979. Els principals triomfs arribaren el 1970, quan guanyà la Copa anglesa al Leeds United, i la temporada següent, en la qual es proclamà campió de la Recopa d'Europa en derrotar el Reial Madrid a Atenes. L'any 1975 passà una breu temporada al St. Louis Stars de la North American Soccer League (NASL). Quan abandonà el Chelsea el 1979 jugà breument al Dundee United escocès i al Woking anglès.
No va tenir moltes oportunitats de jugar amb la selecció anglesa, ja que estigué a l'ombra de Ron Springett i Gordon Banks primer i Peter Shilton després. No obstant fou suplent al Mundial de 1966 d'Anglaterra, on es proclamà campió. També participà en el Mundial de Mèxic 1970. Malgrat l'any 1966 només els 11 jugadors de camp al final del partit enfront Alemanya Occidental van rebre medalla, la Football Association inicià una campanya per persuadir la FIFA que atorgués les medalles a tots els jugadors de la plantilla vencedora. Finalment, el 10 de juny de 2009 foren presentats tots els jugadors amb la seva medalla, entre ells Bonetti, en una cerimònia presidida per Gordon Brown al número 10 de Downing Street.

## Palmarès
Chelsea
- Recopa d'Europa de futbol:
  - 1970-71
- Copa de la Lliga anglesa de futbol:
  - 1964-65
- Copa anglesa de futbol:
  - 1969-70

Anglaterra
- Copa del Món de Futbol:
  - 1966

## Estadístiques
| Temporada | Club            | Lliga               | Lliga   | Lliga | Copa    | Copa | Total   | Total |
| Temporada | Club            |                     | Partits | Gols  | Partits | Gols | Partits | Gols  |
| --------- | --------------- | ------------------- | ------- | ----- | ------- | ---- | ------- | ----- |
| 1959-60   | Chelsea         | 1a Divisió          | 6       | 0     |         |      |         |       |
| 1960-61   | Chelsea         | 1a Divisió          | 36      | 0     |         |      |         |       |
| 1961-62   | Chelsea         | 1a Divisió          | 33      | 0     |         |      |         |       |
| 1962-63   | Chelsea         | 2a Divisió          | 39      | 0     |         |      |         |       |
| 1963-64   | Chelsea         | 1a Divisió          | 35      | 0     |         |      |         |       |
| 1964-65   | Chelsea         | 1a Divisió          | 41      | 0     |         |      |         |       |
| 1965-66   | Chelsea         | 1a Divisió          | 38      | 0     |         |      |         |       |
| 1966-67   | Chelsea         | 1a Divisió          | 38      | 0     |         |      |         |       |
| 1967-68   | Chelsea         | 1a Divisió          | 40      | 0     |         |      |         |       |
| 1968-69   | Chelsea         | 1a Divisió          | 41      | 0     |         |      |         |       |
| 1969-70   | Chelsea         | 1a Divisió          | 36      | 0     |         |      |         |       |
| 1970-71   | Chelsea         | 1a Divisió          | 28      | 0     |         |      |         |       |
| 1971-72   | Chelsea         | 1a Divisió          | 33      | 0     |         |      |         |       |
| 1972-73   | Chelsea         | 1a Divisió          | 23      | 0     |         |      |         |       |
| 1973-74   | Chelsea         | 1a Divisió          | 20      | 0     |         |      |         |       |
| 1974-75   | Chelsea         | 1a Divisió          | 8       | 0     |         |      |         |       |
| 1975      | St. Louis Stars | NASL                | 21      | 0     |         |      |         |       |
| 1975-76   | Chelsea         | 2a Divisió          | 27      | 0     |         |      |         |       |
| 1976-77   | Chelsea         | 2a Divisió          | 31      | 0     |         |      |         |       |
| 1977-78   | Chelsea         | 1a Divisió          | 31      | 0     |         |      |         |       |
| 1978-79   | Chelsea         | 1a Divisió          | 16      | 0     |         |      |         |       |
| 1979-80   | Dundee United   | 1a Divisió          | 5       | 0     |         |      |         |       |
| 1986-87   | Woking          | Isthmian 2a Divisió | 2       | 0     |         |      |         |       |